# Dzięcioły-Kolonia
Dzięcioły Kolonia [d͡ʑenˈt͡ɕɔwɨ kɔˈlɔɲa] est un village polonais de la gmina de Sterdyń dans le powiat de Sokołów et dans la voïvodie de Mazovie, au centre-est de la Pologne.